# جنون آزارگری
جنون آزارگری (انگلیسی: Sadomania) یک فیلم سکسنتفاعی ترسناک آلمانی-اسپانیایی به کارگردانی خسوس فرانکو است که در سال ۱۹۸۱ منتشر شد. از بازیگران آن می‌توان به آجیتا ویلسون و اورسولا بوهفلنر اشاره کرد.